# Medal „Za rozwój zasobów mineralnych i rozwój kompleksu nafto-gazowego Zachodniej Syberii”
Medal „Za rozwój zasobów mineralnych i rozwój kompleksu nafto-gazowego Zachodniej Syberii” (ros. Медаль "За освоение недр и развитие нефтегазового комплекса Западной Сибири") – radziecki medal cywilny.
Medal został ustanowiony dekretem Rady Najwyższej ZSRR z 28 lipca 1978 roku dla nagrodzenia osób zasłużonych w poszukiwaniu surowców mineralnych, ropy naftowej i gazu ziemnego na terenie zachodniej Syberii i w rozwój przemysłu wydobywczego na tym terenie.

## Zasady nadawania
Zgodnie z dekretem z dnia 28 lipca 1978 roku uprawnionymi do otrzymania medalu byli:
- pracownicy wyróżniający się w czasie poszukiwań surowców mineralnych, ropy naftowej i gazu na terenie zachodniej Syberii,
- pracownicy zatrudnieni przy budowie zakładów przemysłu wydobywczego i infrastruktury przesyłowej,
- pracownicy zatrudnieni w budownictwie mieszkaniowym, transporcie budujący osiedla i miasta dla pracowników przemysłu wydobywczego,
- pracownicy zatrudnieni w instytucjach badawczych i naukowych zajmujących się badaniami dotyczącymi przemysłu wydobywczego na terenie zachodniej Syberii.

Warunkiem otrzymania medalu był co najmniej 3 letni okres pracy.
Łącznie nadano ok. 25 tys. medali.

## Opis odznaki
Odznakę stanowi okrągły krążek wykonany z mosiądzu o średnicy 32 mm.
Na awersie z lewej strony jest sierp i młot na tle szybów wydobywczych, zbiorników na gaz, rurociągu oraz ciągnika gąsienicowego. Wzdłuż obwodu znajduje się napis ЗА ОСВОЕНИЕ НЕДР И РАЗВИТИЕ НЕФТЕГАЗОВОГО КОМПЛЕКСА ЗАПАДНОЙ СИБИРИ (pol. „Za zagospodarowywanie zasobów i rozwój naftowo-gazowego zagłębia Zachodniej Syberii”). W dole znajduje się pięcioramienna gwiazda.
Na rewersie w centrum na tle pięciokąta utworzonego z promieni umieszczona jest pięcioramienna gwiazda i napis CCCP (pol. „ZSRR”). Na dole gałązki z liści laurowych i dębowych.
Medal zawieszony był na pięciokątnej blaszce obciągniętej wstążką koloru jasnozielonego o szer. 24 mm, w środku niebieski pas o szer. 6 mm, po jego bokach paski koloru czarnego o szer. 2 mm a następnie białe o szer. 1 mm.